# Feux extérieurs de Summerside
Les feux extérieurs de Summerside (en anglais : Summerside Outer Range Lights) sont une paire de phares d'alignement  située à l'entrée du port de Summerside dans le Comté de Prince (Province de l'Île-du-Prince-Édouard), au Canada.
Ces phares sont gérés par la Garde côtière canadienne .

## Histoire
Ils ont été mis en service en 1991 pour guider les navires vers le port de Summerside.
Identifiant : ARLHS : CAN-286 et 287 - Amirauté : H-1049 et H-1049.1 - NGA : 8830 et 8831 - CCG : 1018.1 et 1018.2 .

### Lien connexe
- Liste des phares de l'Île-du-Prince-Édouard